# Wortley Hall
Wortley Hall est une demeure seigneuriale dans le petit village de Wortley dans le Yorkshire du Sud, situé au sud de Barnsley, en Angleterre. Pendant plus de six décennies, il est principalement associé au mouvement travailliste britannique. Il est actuellement utilisé par plusieurs syndicats et autres organisations comme lieu de cours de formation en résidence et d'autres réunions, ainsi que pour des rassemblements purement sociaux.
Le bâtiment est construit en pierre de taille de grès avec des toits en ardoise graduée selon un plan d'étage irrégulier, principalement sur 2 étages avec une façade sud à 7 baies.

## Histoire

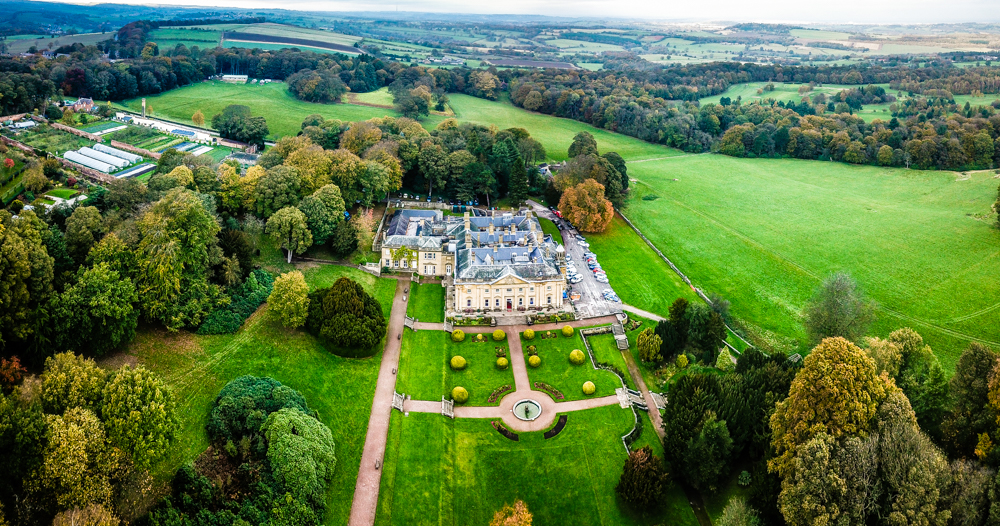
Vue aérienne de Wortley Hall et ses environs.

Un manoir à Wortley est reconstruit par Richard Wortley en 1586. Pendant la guerre civile anglaise, son fils Francis Wortley (1er baronnet), comme son puissant allié Thomas Wentworth de Wentworth Woodhouse, est royaliste et combat pour le roi, permettant à Wortley Hall d'être utilisé comme garnison pour 150 dragons. Cependant, en 1644, Francis est capturé et emprisonné dans la Tour de Londres et à sa libération en 1649 obligé de payer une lourde amende pour récupérer ses biens. Wortley passe ensuite finalement à une fille illégitime qui épouse Sidney Wortley Montagu, deuxième fils d'Édouard Montagu (1er comte de Sandwich), vers 1670.
Le manoir est considérablement rénové par Giacomo Leoni en 1742-1746 et l'aile est est ajoutée en 1757-1761 pour Edward Wortley Montagu, député et ambassadeur de l'Empire ottoman décédé en 1761. Il le laisse à sa fille Mary, qui épouse le premier ministre John Stuart (3e comte de Bute). D'elle, il passe en 1794 à leur fils, le colonel James Archibald Stuart (1747-1818), qui ajoute le nom de famille Wortley au sien (et plus tard ajoute également Mackenzie). Il le lègue à son fils, le colonel James Archibald (1776-1845), qui est député du Yorkshire de 1818 à 1826, date à laquelle il est créé baron Wharncliffe.
Edward Montagu-Stuart-Wortley-Mackenzie (1er comte de Wharncliffe) est créé comte de Wharncliffe en 1876. Le manoir est le siège des comtes de Wharncliffe jusqu'à la Seconde Guerre mondiale, quand il est utilisé par l'armée britannique, après quoi son état structurel se détériore.
En 1950, un groupe de militants syndicaux locaux identifie le manoir comme un centre d'éducation et de vacances possible et une coopérative achète le manoir à ces fins. Il est officiellement ouvert le 5 mai 1951.
En 1980, le manoir est utilisé comme décor de la maison de campagne dans le téléfilm de Ken Loach The Gamekeeper. Le manoir apparait dans la série six, épisode 12 de Great British Railway Journeys de Michael Portillo sur BBC Two le 20 janvier 2015.